# Marcus Terentius Varro
Marcus Terentius Varro (ejtsd: ’Markusz Terenciusz Varro’ [hagyományos (erazmista) kiejtés], ’Markusz Terentiusz Varro’ [helyreállított (restituált) kiejtés]), gyakran csak Varro (Rieti, Kr. e. 116 – Róma, Kr. e. 27) római költő, író, az ókori Róma egyik legnagyobb tudósa volt.

## Varro művei
Varro az ókor legnagyobb polihisztora és legtermékenyebb írója volt. Cicero az Academica posteriorban így méltatja tudományos és irodalmi munkásságát: „Mert minket, akik saját városunkban idegenként tévelygünk, mint vendégek, a te könyveid hazahoztak, hogy végre felismerjük, kik és hol vagyunk. Te tártad föl hazánk életkorát, az idők korszakait, a szent rítusok és papok rendjét, a polgári és a hadi tudományt, tájékok és vidékek székhelyeit, minden isteni és emberi dolgok neveit, nemeit, szerepét és okait; de ugyanígy te vagy az, aki a legtöbb fényt árasztotta költőinkre, egyáltalán a latin tudományokra és szavakra; de ugyancsak te írtál mindenféle versmértékben változatos és választékos verseket, te tetted meg az első lépéseket a filozófia több területén, hogy felbuzdíts bennünket a továbbhaladásra” (1, 3, 9). Óriási tekintélyét mutatja, hogy ő volt az egyetlen élő római, akinek szobrát az Asinius Pollio által létrehozott közkönyvtárban felállították (Idősebb Plinius, Naturalis historia 7, 115). Tudományos tekintélye az idők folyamán töretlen maradt. Quintilianus a „legműveltebb rómainak” nevezi ( 10, 1, 95), Szent Ágoston pedig így fejezi ki csodálatát: „oly sokat olvasott, hogy csodáljuk, hogy egyáltalán jutott ideje valamit is írni; oly sokat írt, hogy alig hihető, hogy ennyit bárki végigolvasott volna” (De civitate Dei 6, 2).
Ez a mindenkit ámulatba ejtő életmű 75 munkát foglalt magában, 620 könyvben. Az idő azonban nem volt kegyes hozzá. Egyetlen műve maradt fenn teljesen: Rerum rusticarum libri tres (A mezőgazdaságról három könyvben), továbbá egy másik művéből egy hosszabb összefüggő rész: De lingua Latina (A latin nyelvről). Többi művéből csak címeket és hosszabb-rövidebb töredékeket ismerünk. Az alábbiakban elveszett műveit témakörök szerint csoportosítva ismertetjük.
a) Az akkori tudományok szintézisét nyújtja a 33-ban megjelent Disciplinarum libri IX (A tudományok kilenc könyvben) c. munkájában. A hellenisztikus görög tudományban kialakult műveltségi eszmény hét tudományágát (enkyklios paideia), enciklopédiáját ismertette hét könyvben, a grammatikát, a dialektikát, a retorikát, a geometriát, az aritmetikát, az asztrológiát és a zenét. Ám e hét tudományt, amelyet később a hét szabad művészetnek neveztek el, kiegészítette két szaktudománnyal, az orvostudománnyal és az építészettel. E munkájával nagy hatást gyakorolt az európai művelődésre, azonban a későbbi szerzők e két utóbbi szaktudományt nem vették be a szabad tudományok (artes liberales) rendszerébe, például Augustinus, Martianus Capella.
b) A régiségtani és történeti munkái közül legfontosabb két műve: az Antiquitates rerum humanarum (Az emberi dolgokkal kapcsolatos régiségek) és az Antiquitates rerum divinarum (A vallásos dolgokkal kapcsolatos régiségek). E munkák nem folyamatos művelődéstörténetet tartalmaztak, hanem tárgyukat címszavakra felosztva fejtették ki kézikönyvszerűen. Az Antiquitates rerum humanarum egy bevezető könyv után négyszer hat könyvben tárgyalta a következő témákat: az emberek (2-7. könyv), a helyek (8-13. könyv), az idők ( 14-19. könyv) és a dolgok (20-25. könyv). Az Antiquitates rerum divinarum ugyanilyen módszer alapján ismertette a papok (2-4. könyv), a kultuszhelyek (5-7. könyv), az ünnepek (8-10. könyv), a rítusok (11-13. könyv) és az istenek (14-16. könyv) világát. A De gente populi Romani (A római népről) a római nép mitikus őstörténetét tárgyalta négy könyvben, és ezt folytatta a királyok elűzésétől Pompeius és Caesar polgárháborújáig a De vita populi Romani (A római nép életéről) című műve, szintén négy könyvben.
E művek ugyanúgy, mint a De familiis Troianis (A trójai családokról) hatással lehettek Vergilius Aeneisének koncepciójára, Horatius római ódáira ugyanúgy, mint Augustus valláspolitikájára, amelynek keretében a princeps sok feledésbe merült régi kultuszt felújított és helyreállíttatta szentélyeiket.
c) Filozófiai írásai között jelentős lehetett a Liber de philosophia (A filozófiáról egy könyvben) című, amelynek tartalmát Augustinus ismertetéséből tudjuk elképzelni (De civitate Dei 19, 1-3.); eszerint Varro összesen 288 filozófiai irányzatot különített el. A felosztás alapját a négy célnak (gyönyör, nyugalom, e kettő együtt és a természetes javak) az erényhez való viszonya alkotja. Mindegyik cél esetében három lehetőség van, például a gyönyörre lehet törekedni az erény végett, vagy az erényre önmagáért, vagy mindkettőre önmagáért. Ha mind a négy célt figyelembe vesszük, így már 12 irányzatot kapunk. E számot meg lehet kettőzni aszerint, hogy a szóban forgó értékre önmagunk vagy mások miatt törekszünk. Ilyen sokszorozásokkal jutott el Varro a 288-as számhoz.
A De principiis numerorum (A számok elveiről) c. írásában, amely 9 könyvből állt, a pythagoreus számelméletet fejtette ki. A Logistorici c. munkája 76 könyvet foglalt magában, amelyben a populáris filozófia tanításait fejtette ki különféle formákban, például előadások, dialógusok stb. keretében. E filozófiai művekben az olvasó sok furcsaságot találhatott mind a művek struktúrája, mind tematikája tekintetében, például Gellius idéz belőle egy hosszabb részletet, amelyben Varro a 7-es szám fontosságáról értekezik, vö. 3, 10.
d) Irodalomtörténeti írásai között nagy hatású volt a De comoediis Plautinis (A plautusi komédiákról) c. munkája, amelyben megállapította 21 plautusi darab hitelességét. A De poematis (A költeményekről) c. három könyvből álló művében dialógusformában a római költészet műfajait, versformáit és témáit ismertette. A De poetis (A költőkről) címűben viszont a római költők életrajzát írta meg, az alexandriai biográfia alapelveit alkalmazva a római irodalomra. Eredményeit Suetonius felhasználta De poetis c. munkájában. Nagyszerű ismeretterjesztő munkája lehetett a Hebdomades vel De imaginibus (A hetek vagy a képekről) c. irodalom- és kultúrtörténete, amely 15 könyvből állt és 700 arcképpel volt illusztrálva. Görög és római alkotók sorakoztak egymás után e műben. Minden alkotót egy epigramma és rövid életrajz ismertetett. Ez az első római könyv, amely a tárgyalt alkotók arcképeit is közölte.
Utóbbi könyv volt ihletője Castiglione László: Az ókor nagyjai című könyvének.

### Nyelvtudományi munkái

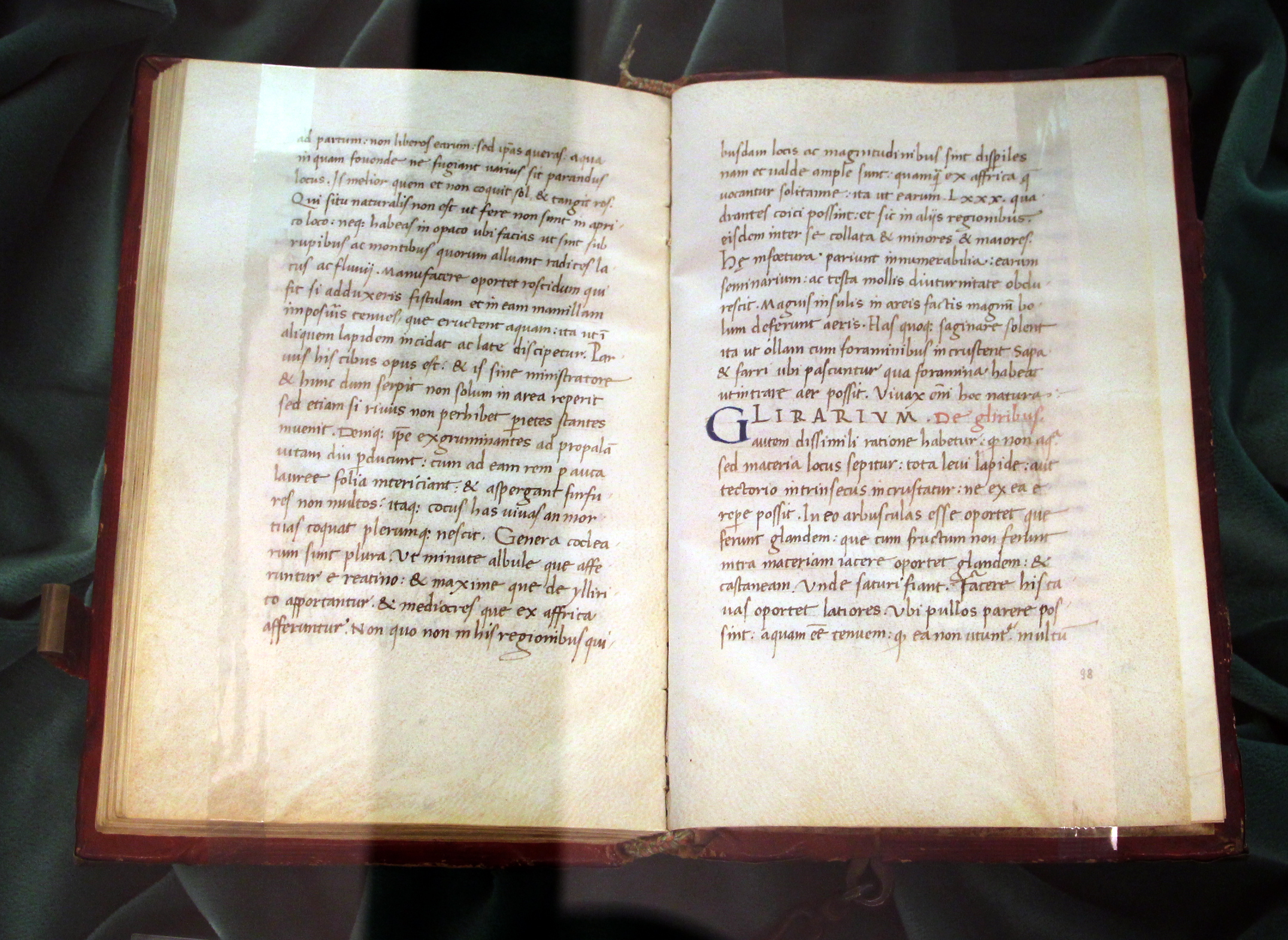
Varro mezőgazdaságról írott műve (15. századi kézirat)

Varro behatóan foglalkozott nyelvészeti kérdésekkel, az e témával foglalkozó művei azonban jórészt szintén elvesztek, csak címeiket ismerjük. Epitome de lingua Latina (Epitomé a latin nyelvről) 9 könyvben, De antiquitate litterarum (A betűk régiségéről) két könyvben, De generibus dicendi (A stílusnemekről) három könyvben (vö. Gellius 6, 14), Quaestiones Plautinae (Plautusi kérdések) öt könyvben (Plautus ritka szavainak magyarázata), De similitudine verborum (A szavak hasonlóságáról) három könyvben az analogiáról. De utilitate sermonis (A beszéd hasznosságáról) négy könyvben az anomaliáról, De sermone Latino (A latin beszédről) öt könyvben a latinos nyelvhasználatról, a helyesírásról és a verselésről.
A legjelentősebb nyelvtudományi munkája a De lingua Latina volt 25 könyvben, amelyből csak az 5-10. könyv maradt fenn; 45-44-ben Cicerónak ajánlotta. Az első könyv a bevezetést tárgyalta, a 2-7. az etimológiát (impositio verborum), mégpedig pro és contra (2-4. könyv), majd az egyes szófajokra alkalmazva (5-7. könyv). A 8-13. könyv a ragozást (declinatio verborum), mégpedig itt is in utramque partem, pro és contra az anomalia és analogia tükrében (8-10. könyv), majd az egyes szavakra alkalmazva. A 14-25. könyv a mondattant (coniunctio verborum) vizsgálta.
Az 5. könyv előszavában kifejti, hogy minden egyes szóval kapcsolatban két kérdést lehet feltenni: milyen dologról mire helyeztünk nevet (a qua re et in qua re vocabulum sit impositum). Az elsőt, azaz hogy honnan vannak a szavak az etymologia vizsgálja, a másodikat a peri sémainomenón, más szóval, hogy milyen dologra vannak ráhelyezve a szavak, a szemantika (2. c.).
Ezután kijelenti, hogy egyes szavak etimológiáját nehéz megállapítani, mert sok szó kiment a használatból, sokat hibásan használnak, sok pedig mást jelent ma, mint régen. Az etimológiák megállapításánál a ragozott alakokat is figyelembe kell venni, például az ilyen jellegű szavaknál, mint impos, amelynek tárgyesete impotem. Továbbá, arra is ügyelni kell, hogy a szóalakban változások következhetnek be, mégpedig négyféleképpen: elvétellel (demptione), hozzáadással (additione), hasonulással (adtractione) és hangcserével (commutatione).
Varro szerint az etimologizálásnak négy fokozata van. A legalacsonyabb az, amelyhez az egyszerű ember is eljut, mert az is felismeri az ilyen összetett szavak részeit, mint arenifodinae (homokbánya), viocurus (útfelügyelő). A második fokozat az, amelyre a régi grammatika is feljutott, kimutatva, hogy egy-egy költő hogyan képzett új szavakat, például Pacuvius az incurvicervicum (görbe nyakú) szót. A harmadik fokozatot a filozófia érte el, amely az olyan közhasználatú szavak esetében is vizsgálja, hogy honnan kapták a nevüket, mint oppidum, via, vicus. A negyedik fokozat pedig az, amely eljut a dolgok eredetéig, s ha ide nem jutunk el, akkor csak sötétben tapogatódzunk, mint olykor az orvos, amikor nem tudja megmondani, mi a bajunk (9. c.).
Varro kedveli az efféle négyes (quadripartita) felosztásokat, s a De lingua Latinában azt is elárulja, honnan vette az ötletet. A 11. fejezetben elmondja, hogy a samosi Pythagoras szerint minden dolog kezdete kettős: határozott és határozatlan, jó és rossz, halál és élet, nap és éjszaka. Ezért van az, hogy van állapot és mozgás, azaz ami áll és mozog, az a test; ahol mozog, az a hely; amíg mozog, az az idő; s miközben mozgásban van, az a cselekvés. Még jobban feltűnik ez a négyes felosztás, ha így jelenik meg: test a futó; a hely a pálya, ahol fut; az idő az az óra, amíg fut; a cselekvés a futás. Ez az oka annak, hogy szinte minden ilyen négyes felosztás szerint történik, a test (corpus), a hely (locus), az idő (tempus) és a cselekvés (actio). Ahogyan a dolgoknak ez a négyféle neme van, ugyanígy a szavaknak is, ezért az ötödik könyvben a hellyel és a testtel kapcsolatos etimológiáit adja elő, a hetedikben pedig az idővel és a cselekvéssel kapcsolatosakat. E rendszernek megfelelően az 5. könyv 14. fejezetében a locus eredetével kezdi etimológiai fejtegetéseit, s szemléltető példáit az archaikus római irodalomból veszi, s ennek megfelelően sok olyan irodalmi műből őrzött meg töredékeket, amelyek nem maradtak ránk, például: „Hely az, ahová valamit el lehet helyezni.” Erre vezethető vissza a conlocare (férjhez ad) ige, illetve a régi költők által használt inlocabilis melléknév (férjnél elhelyezhetetlen, férjhez adhatatlan, ti. a leány hozomány nélkül) és a locare (férjhez ad) ige:
Filiam habeo grandem cassam dote atque inlocabilem,
Neque eam queo locare cuiquam;
„Felnőtt lányom van. de semmi hozománya nincs, ezért
férjhez adni nem tudom”
(Plautus, Aulularia 190-191, fordította Devecseri G.)

### Rerum rusticarum libri tres (A mezőgazdaságról)
Varro egyetlen épségben fennmaradt műve a mezőgazdaságról szól. Fennmaradását gyakorlati hasznosságával magyarázhatjuk: minden időben kellett élni, földet művelni és állatot tenyészteni, s Varro kézikönyve ehhez nélkülözhetetlen segítséget nyújtott. De hozzájárulhatott e mű fennmaradásához az is, hogy Varro irodalmi formát adott művének: dialógus keretében adja elő gondolatait, könnyed, anekdotikus hangvétellel. A szereplő személyek beszélő neveket viselnek, s párbeszédeik során gyakran utalnak egymás nevének jelentésére. A szűkebb értelemben vett földművelésről olyan személyek beszélgetnek, mint C. Agrius (ager - föld), C. Fundanius (fundus - birtok), L. Licinius Stolo (stolo - vadhajtás a gyümölcsfák tövénél, amelyet Stolo, mint gondos gazda, mindig kivágott). A sertéstenyésztésről sok bölcs tanácsot ad Cn. Tremellius Scrofa (scrofa - anyakoca), a szarvasmarha-tenyésztésről Vaccius beszél (vacca - tehén), a madártenyésztésről többek között M. Petronius Passer (passer - veréb), a méhészetről pedig Appius Claudius Pulcher, akinek Appius nomenét Varro az apes (méhek) szóra vezeti vissza. Különlegessége e felsorolásnak, hogy mindegyikük létező, történeti személy. E műnek tehát nyelvészeti vonatkozása is van, ugyanúgy, mint filozófiai és irodalomtörténeti, nem is szólva egyéb történeti, vallástörténeti és társadalomtörténeti adatairól.

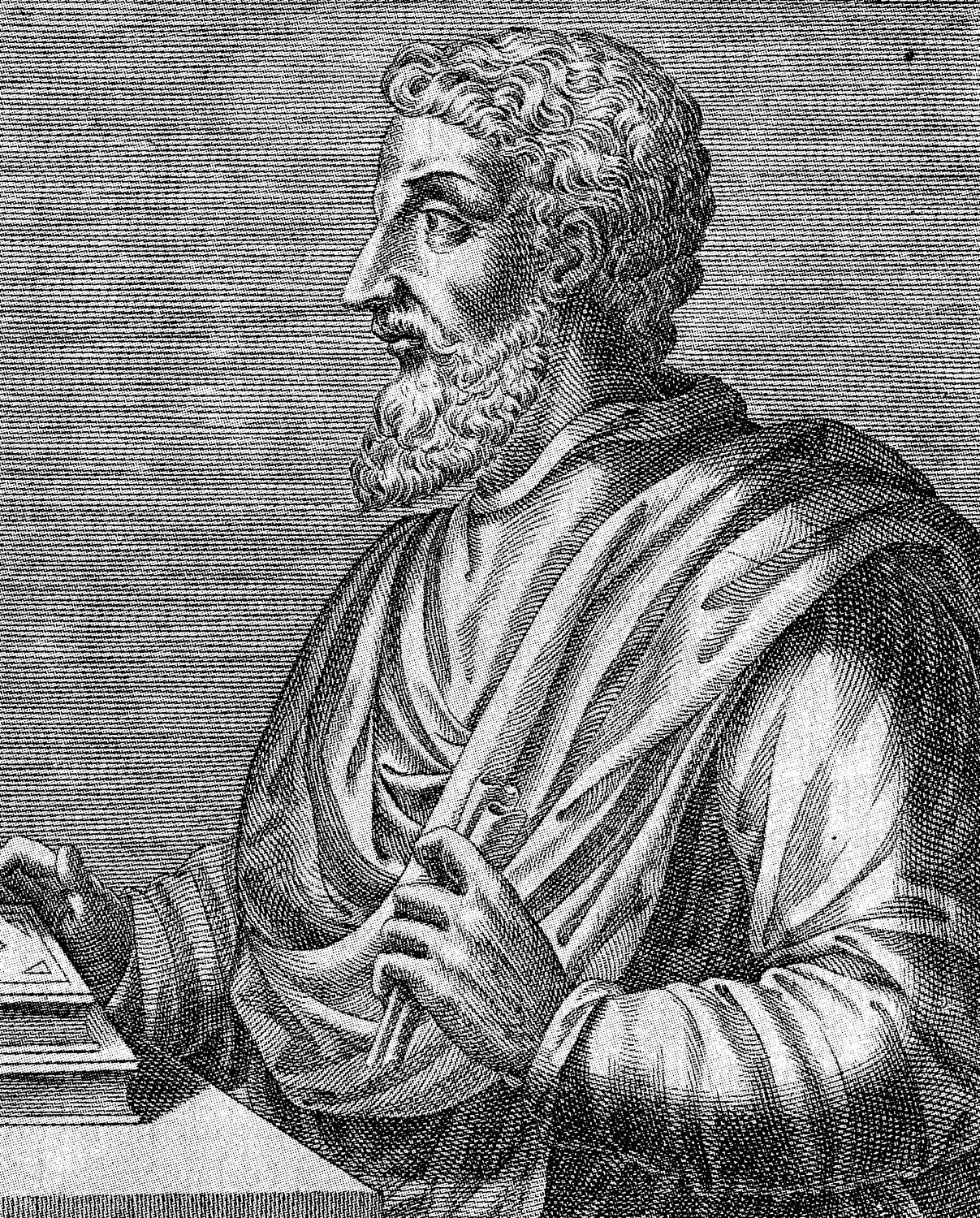
Marcus Terentius Varro

A három könyvből álló munka felépítése egyszerű és világos. Az 1. könyvben a földművelést (agri cultura), a 2.-ban a külterjes állattenyésztést (res pecuaria), a harmadikban pedig a belterjes állattartást, hízlalást (villatica pastio) tárgyalja. E felosztásnak megfelelően az 1. könyvben a földműveléssel kapcsolatos tanácsok szerepelnek: mit hogyan kell bevetni és beültetni, mikor milyen munkafolyamatokat kell elvégezni, a 2.-ban a juh, kecske, szarvasmarha, szamár, ló, öszvér stb. tenyésztésének kérdései. A 3. könyv három nagy témakört foglal magában: a madártenyésztést (4-11), a vadgazdálkodást és a méhészetet (12-16), továbbá a haltenyésztést (17. c.).
Az egész mű jellege jól megítélhető az 1. könyv bevezetéséből. Felesége, Fundania vásárolt egy birtokot, s neki kíván tanácsokat adni arra nézve, hogyan lehet nyereséggel gazdálkodni. Sietve írta meg művét, mert „az ember olyan, mint a buborék, annál inkább, ha öreg. A nyolcvanadik esztendő ugyanis arra figyelmeztet, hogy szedjem össze a csomagjaimat, mielőtt távoznék az életből” (1, 1; fordította Kun J.). Mivel az istenek is segítik az igyekvőket, nem a Múzsákat hívja segítségül, mint Homéros és Ennius, hanem a tizenkét tanácsbeli istent, Iuppitert és Tellust, a Napot és a Holdat, Cerest és Libert, Robigust (gabonarozsda) és Florát, Minervát (olajfa) és Venust (kertek), s végül a Vizet (Lympham) és a Jó Eredményt (Bonum Eventum), mert e kettő nélkül eredménytelen a művelés. Ezután mintegy 50 görög szerzőt sorol fel, akik hasonló témáról írtak, majd megjegyzi, hogy mindezeket fölülmúlta a karthágói Mago, akinek 28 könyvből álló munkáját kisebb terjedelemben többen is lefordították görögre. Ő maga rövidebben kívánja kifejteni témáját, mint a görög szerzők, akiknek művein kívül munkájában felhasználta saját tapasztalatait és a hozzáértők tanácsait.
Sajátosan római ez a munka abban a tekintetben is, hogy célratörő, a tárgyra összpontosít minden tekintetben. Az első dialógus éppen a vetés ünnepén kezdődik, amikor is Tellus templomában lenne fontos tanácskozásuk a résztvevőknek, Varrónak, apósának, Fundaniusnak és másoknak, azonban a templomfelügyelőt elhívatja a praetor, ezért kénytelenek a templom előtt vesztegetni az idejüket, de mivel a római nem tud tétlen maradni, még „ülve is győz” (Romapus sedendo vincit 1, 2, 2), Varro azt javasolja, hogy beszélgessenek valami okos dologról. Erre leülnek a templom előtt található padokra, és Agrasius felteszi a kérdést: ismernek-e olyan földrészt, amely jobban meg van művelve, mint Itália. Fundanius válaszában kifejti, hogy Itália éghajlata ideális a földművelés szempontjából, ezért Itáliában minden megterem, mégpedig a legjobb minőségben: „Viszont melyik az a hasznos dolog, amely Itáliában nemcsak hogy meg ne teremne, hanem egyenesen kiváló ne lenne? Melyik tönkölyt hasonlíthatnám össze a campaniaival? Melyik búzát az apuliaival? Melyik bort a falernumival? Melyik olajat a venafrumival? Nincs-e Itália úgy beültetve fákkal, hogy az egész egyetlen gyümölcsöskertnek látszik?” (1, 2, 6; fordította Kun J.). Itália dicséretéből hazaszeretet árad, s ez is tipikusan római, s nem véletlen, hogy Vergilius Georgicájában ugyanígy magasztalja Itáliát (2, 136. skk.).
Varro a mezőgazdaságot nemcsak mesterségnek (ars), hanem tudománynak (scientia) is tekinti, mely két célra törekszik: a hasznosságra és a gyönyörködtetésre (ad utilitatem et voluptatem 4, 1), de hangsúlyozza, hogy fontosabb az, ami hasznos, mintsem az, ami gyönyörködtet. Hogy mennyire figyelembe vette Varro a piac igényeit, továbbá modern művelési módszereivel, madár- és haltenyészetével milyen óriási haszonra tett szert, azt a szakirodalom már tisztázta (vö. Maróti E., 1971, 75. skk.). A gyönyörködtetést is fontosnak tartja Varro, mert egy jól és szépen művelt birtok esztétikailag is szép látványt nyújt, de ha ez a törekvés fényűzésbe csap át, az már erkölcsileg káros, s erre Varro több helyen is felhívja a figyelmet, például: „Hát nem jogosan?” - jegyeztem meg én. - „Birtokai ugyanis gondozottságuk következtében kellemesebb látványul szolgálnak sokak számára, mint mások királyi módra feldíszített épületei, amikor elmennek megnézni gazdasági épületeit, nem úgy, mint Lucullusnál, hogy képtárát lássák, hanem gyümölcstárolóit” (1, 2, 10). Elítélő megjegyzéseinek olykor irodalomtörténeti jelentősége is van. Cicero például amikor Brutusában ismerteti Hortensius szónoki karrierjét, megjegyzi, hogy az consulsága után felhagyott a kemény gyakorlással, „és fényűző bőség közepette kívánt boldogabban” élni; le is hanyatlott művészete (320). Az olvasó azt gondolhatná, hogy ezt Cicero talán az idősebb vetélytárs iránti féltékenységből állítja. Hogy igazat mond, azt megerősíti Varro leírása, aki a jól gondozott vadaskertek ismertetésekor így festi le Hortensiusét: „Én pedig” - jegyezte meg ő -, „amikor Qu. Hortensiusnál voltam Laurentum környékén, azt láttam, hogy ott ez inkább thrák szokás szerint történik. Mert volt ott egy erdő, amint mondotta, több mint 50 iugerum, falkerítéssel körülvéve, ezt nem nyúltenyészetnek, hanem állattenyészetnek nevezte. Ott volt egy magasabb hely, ahol elhelyezve az ebédlőasztalt, ebédeltünk; ide hívatta Orpheust. Amint megérkezett stólában, és parancsot adtak neki, hogy lantkísérettel énekeljen, belefújt egy kürtbe, s akkora tömeg szarvas, vaddisznó meg másfajta négylábú állat özönlött körül bennünket, hogy nem kevésbé nagyszerű színjátékot láttam, mint akkor, amikor a Circus Maximusban az aedilisek afrikai vadállatok nélkül rendeznek állatviadalt” (3, 13, 2-3., fordította Kun J.). Ez a jelenet bizony már Trimalchio „fényűző” trükkjeit juttatja az olvasó eszébe.

### Saturae Menippeae (Menipposi szatírák)
Gelliustól tudjuk, hogy Varro azokat a szatírákat, amelyekben Menippos könyveit utánozta, menipposinak nevezte (2, 18, 7). Amikor Cicero „változatos és választékos verseire” utalt, akkor menipposi szatíráira gondolt, melyeknek mennyisége hihetetlenül nagy volt: 150 könyvnyi szatírát írt Varro, teljes egészében azonban egyetlen darabja sem maradt fenn. Mintegy 90 szatírájának ismerjük a címét, s F. Buecheler által összeállított töredékeinek gyűjteménye 591 részletet tartalmaz. A cinikus diatribének ezt a változatát a próza és a vers váltakozása jellemzi. Varro ezt a műfajt mind tartalmában, mind formájában megújította, amennyiben témáit aktuálissá, rómaivá formálta, versformáit pedig változatosabbá tette. Egyes szatírái jellegzetes címeket viseltek, olykor latinul, olykor görögül. Tricaranos (Háromfejű szörny) c. szatírájában az ún. első triumvirátust tette nevetségessé, tehát 59 után írta. Ezt azért érdemes kiemelni, mert menipposi szatíráinak zömét 80 és 66 között publikálta. Eumenidesében a helytelen vallási gyakorlat és a divatos filozófiai iskolák egyes tanításait tűzi tollhegyre - ha hihetünk töredékeinek. Marcipor c. darabjában talán valamiféle viszontagságos tengeri utazást ír le (vö. 272. B.). Marcopolis c. szatírájában pedig egy utópisztikus városba viszi olvasóit. Sexagesis (Hatvanéves) c. szatírájában mint gyermek elalszik valaki, s amikor hatvanéves korában felébred, elcsodálkozik, hogy mennyire lezüllött Róma ez idő alatt.
Sajnos a töredékek nem teszik lehetővé, hogy menipposi szatíráinak felépítését világosan lássuk. Mindössze egyetlen szatírájának a tartalmát ismerjük Gellius összefoglalásában. Ennek címe Gellius szerint Nescis quid vesper serus vehat (Nem tudod, mit hoz a késő este), és arról szól, hogyan kell illő lakomát rendezni. A meghívott vendégek száma ne legyen kevesebb a Gratiák számánál, s ne legyen több a Múzsákénál: tehát az ideális létszám három és kilenc között van. Ha ugyanis kilencnél több vendég jön össze, nagy lármát csapnak, s ez nem illő. Maga a lakoma pedig akkor megfelelő, ha négy követelménynek tesz eleget: ha kedves embereket hívunk meg, ha jól választjuk meg a vendégség helyét és idejét, s végül ha jó vacsorát adunk. Akkor lesznek kedvesek a vendégek, ha nem fecsegnek túlságosan sokat, mert ez a forumhoz illik, ám nem is túlságosan hallgatagok, mert a csend a hálószobában helyénvaló. Ami pedig a társalgás témáját illeti, az ne legyen aggasztó vagy szövevényes, hanem kellemes és könnyed, szórakoztasson, de tanítson is. A feltálalt ételek ne legyenek hivalkodóan drágák, de a fösvénység látszatát is kerüljék el: egészségesek legyenek és ízletesek. A desszertről a következőket mondja: Bellaria, ea maxime sunt mellita, quae mellita non sunt; pemmasin ercim cum pepsei societas infida (13, 11, 6) - „Azok a desszertek igazán édesek, amelyek nem édesek, mert az édesség nem barátja az emésztésnek.” E példából nyilvánvaló, hogy a menipposi szatírában a latin is keveredett a göröggel; jól megfigyelhető ez a jelenség Ifjabb Seneca Apocolocyntosisában.
Az eredeti menipposi szatíra igénytelenséget hirdet, Varróé ugyanezt teszi, de római módon, római eszményeket terjesztve: az ősi egyszerűséget, takarékosságot és vallásosságot. Egyik töredékében ezt így fogalmazza meg: „Nagyapáink és ükapáink, bár szavaik fokhagymától és vöröshagymától bűzlöttek, a legderekabb módon gondolkodtak és éreztek” (63. B.). Tehát a régi római erkölcsök, a mos maiorum alapján állva bírálja kortársai hibáit, a pazarlást, a fényűzést, a kapzsiságot, a babonaságot, a keleti kultuszokat, a helytelen filozófiai irányzatokat, egyszóval mindazt, ami nem római.
A stílus tekintetében éles különbségeket látunk egyes művei között. A De lingua Latina stílusa, bár Cicerónak ajánlotta, igénytelen, száraz, több helyen szinte archaikusnak tűnik. Ez feltehetőleg a tankönyvjelleg műfaji hagyományaival magyarázható: a sok definíció ilyen száraz nyelvezetet igényel, s az archaikus irodalomból vett sok példa pedig rányomta bélyegét Varro eredeti szövegére is. A mezőgazdaságról című művében már érződik, hogy finomabb, választékosabb stílusra törekszik. A menipposi szatírákban viszont korának művelt köznyelvét elegyíti vulgarizmusokkal, archaizmusokkal, neologizmusokkal és görög szavakkal, s ez jól illik a luciliusi szatíra hagyományaihoz.

## Magyarul
- A mezőgazdaságról; ford., jegyz. Kun József, tan. Maróti Egon; Akadémiai, Bp., 1971 (Görög és latin írók)